# José Antonio de Ribera y de Espuny-Claramunt
José Antonio de Ribera y de Espuny-Claramunt (Barcelona, 1668 - Ídem, 1741), fue un capitán de la Coronela de Barcelona y Regidor de la ciudad durante la Guerra de Sucesión Española. Nació en Barcelona en 1668. Sus padres fueron Francisco de Ribera y de Bartomeu, barón de Florejachs; y María de Espuny y de Claramunt, señora de Torre de Claramunt y baronesa de Ribert.
Asistió a las Cortes de Barcelona (1701) convocadas por Felipe V de España, pero durante la Guerra de Sucesión, fue partidario del archiduque Carlos de Austria; capitán de la Coronela de Barcelona y Regidor de la ciudad. Asistió a las Cortes de Barcelona (1705) presididas por el archiduque Carlos, como diputado del Brazo Militar de Cataluña, y asistió en 1713 a la reunión de la Junta de Brazos de Cataluña.
El archiduque Carlos de Austria le otorgó un condado a escoger entre todos sus señoríos, escogiendo el él más querido, el de su linaje y el de su casa, el Condado de Claramunt el 7 de agosto de 1708, por los méritos de su lealtad a su causa para obtener el trono de España.
Tras la victoria borbónica, se le destierra a Burgos y se le confiscan sus bienes. En 1721 es liberado, en 1722 se quema el castillo de la Torre de Claramunt  y en 1725 se le restituyen los bienes. Falleció en Barcelona en 1741. Fue enterrado en la capilla de Tots els Sants, en la catedral. Sus propiedades fueron heredadas por su hija Isabel de Ribera-Claramunt y de Josa (Barcelona, 2 de marzo de 1702 — Barcelona, 19 de diciembre de 1738), y por sus sucesivos descendientes hasta nuestros días.